# Caecianiropsis ectiformis
Caecianiropsis ectiformis är en kräftdjursart som först beskrevs av Vanhoeffen 1914.  Caecianiropsis ectiformis ingår i släktet Caecianiropsis och familjen Janiridae. Inga underarter finns listade i Catalogue of Life.